# Barokní most (Martínkovice)
Barokní most přes řeku Stěnavu je kamenný most v dolní části obce Martínkovice v blízkosti bývalého mlýna v okrese Náchod v Královéhradeckém kraji. Most je zapsán v seznamu kulturních památek ČR.

## Popis
Mostem prochází silnice třetí třídy III/3027 a je postaven nad řekou Stěnavou a mlýnským náhonem. Most je postaven z pravidelných pískovcových kvádrů bez architektonických ozdob. Obloukový most o čtyřech obloucích je nesen třemi pilíři. Pravobřežní oblouk je nesen pilířem, následuje velký oblouk na dvou pilířích a pak následují dva levobřežní menší oblouky na pilířích. Pilíře velkého oblouku na návodní straně předstupují v podobě klínu jako ledolamy. Mostovka je mírně do středu klenutá s kamenným zábradlím.

### Rozměry
- délka mostu 35 m
- šířka mostu 4,5 m
- kamenné zábradlí o proměnlivé výšce 65–70 cm.

Most byl v roce 2007 rekonstruován.
Přes most vede  cyklotrasa 4303.

## Galerie

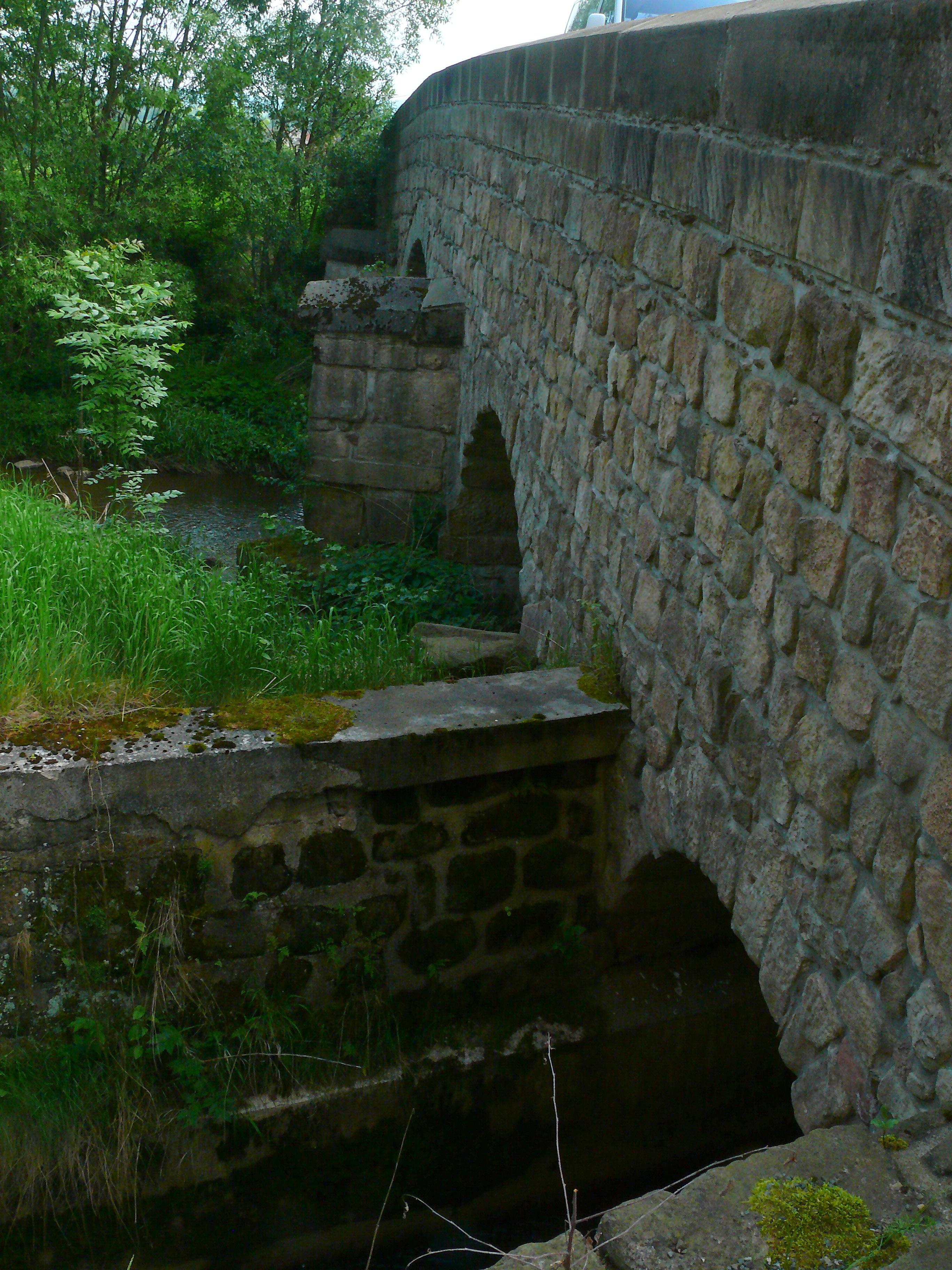
Pohled na náhon
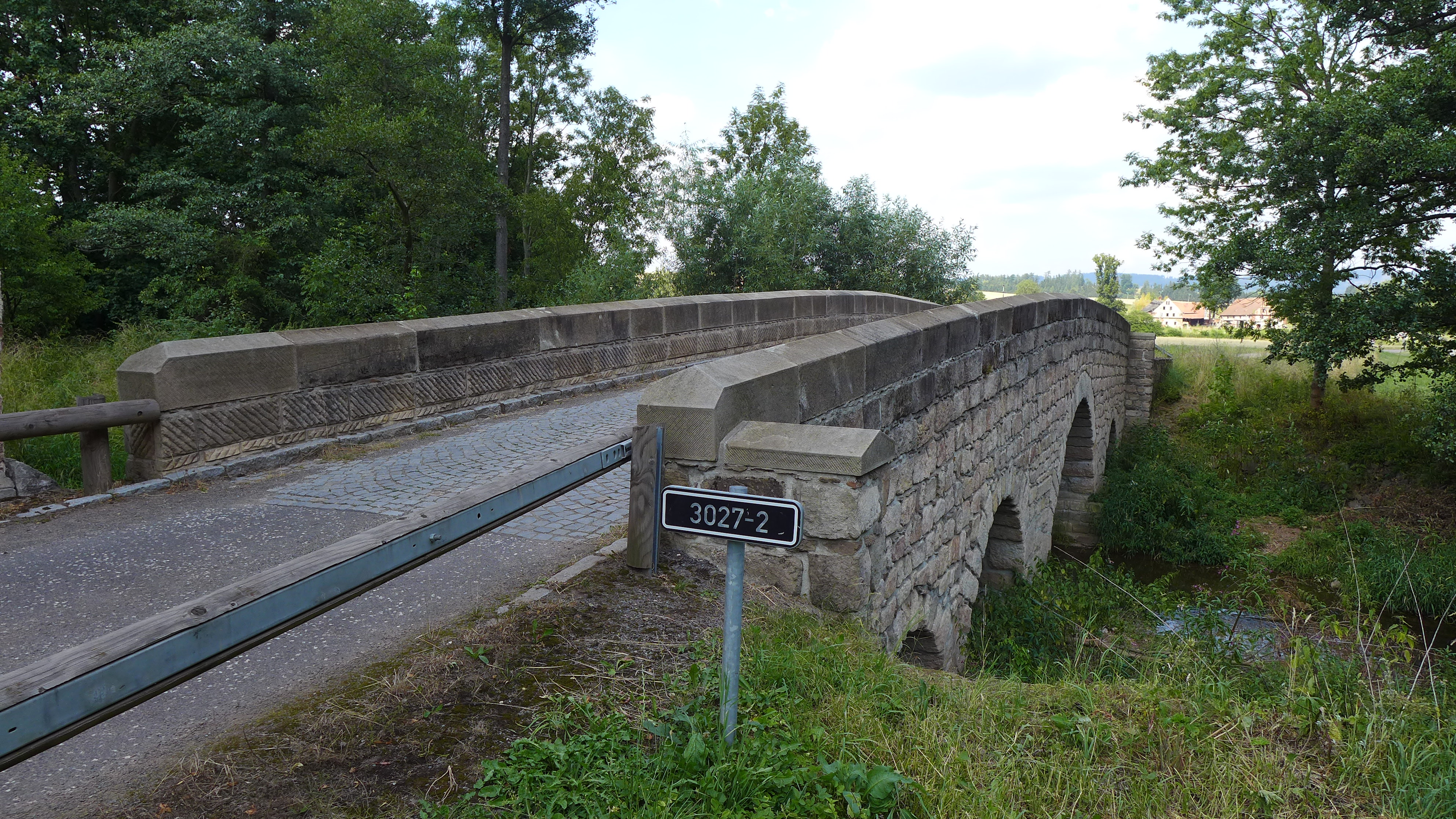
Mostovka
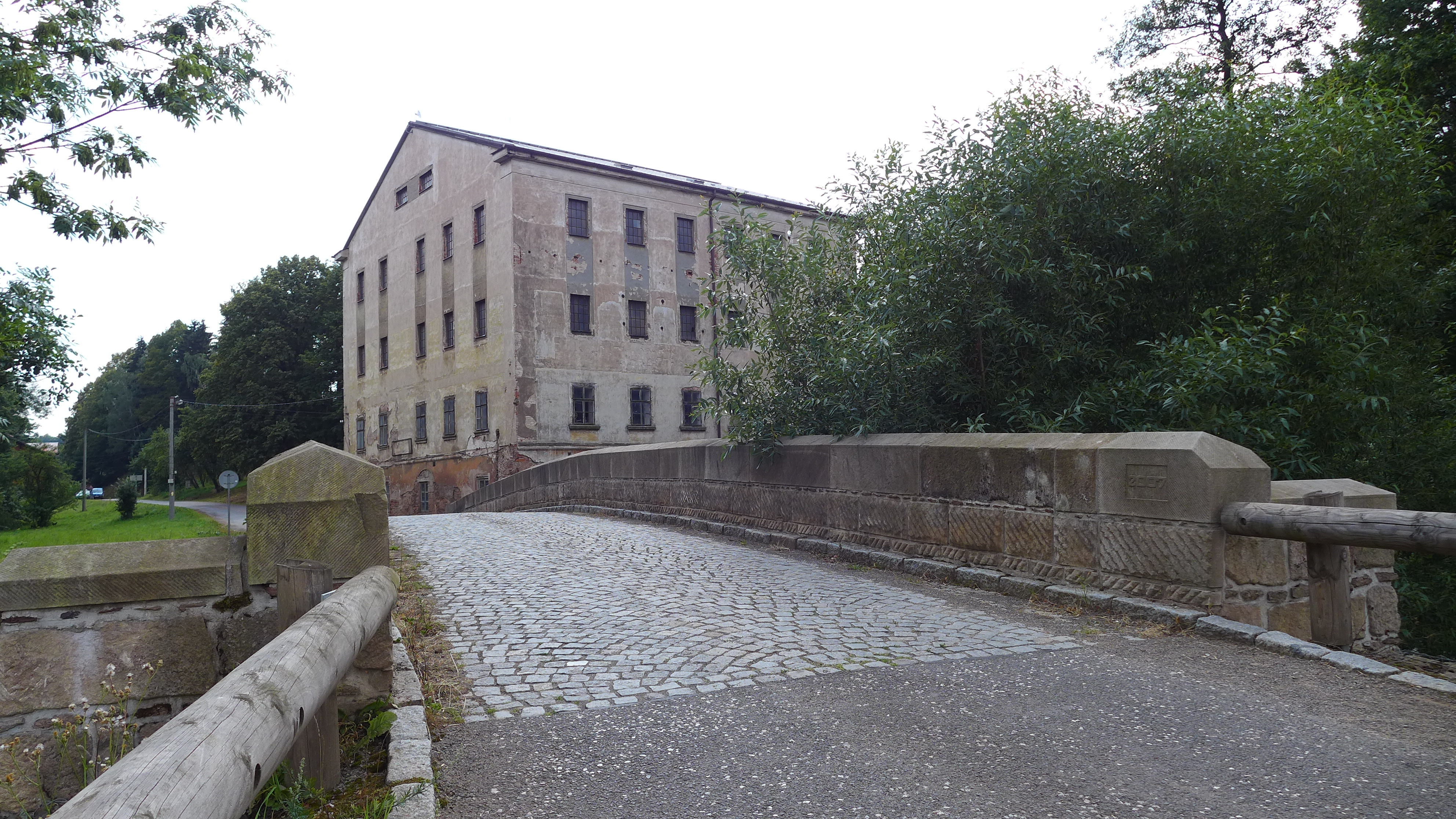
Za mostem poslední mlýn v Martínkovicích